# Salacia luebbertii
Salacia luebbertii är en benvedsväxtart som beskrevs av Ludwig Eduard Theodor Loesener. Salacia luebbertii ingår i släktet Salacia och familjen Celastraceae. Inga underarter finns listade.